# Mlađen Šljivančanin
Mlađen Šljivančanin (in serbo Млађен Шљиванчанин?; Belgrado, 1º luglio 1985) è un cestista serbo.

## Palmarès
- Campionato tedesco: 1

Cologne 99ers: 2005-06
- Coppa di Germania: 1

Cologne 99ers: 2007
- Supercoppa tedesca: 1

Cologne 99ers: 2006